# Mühle von Strandtorp

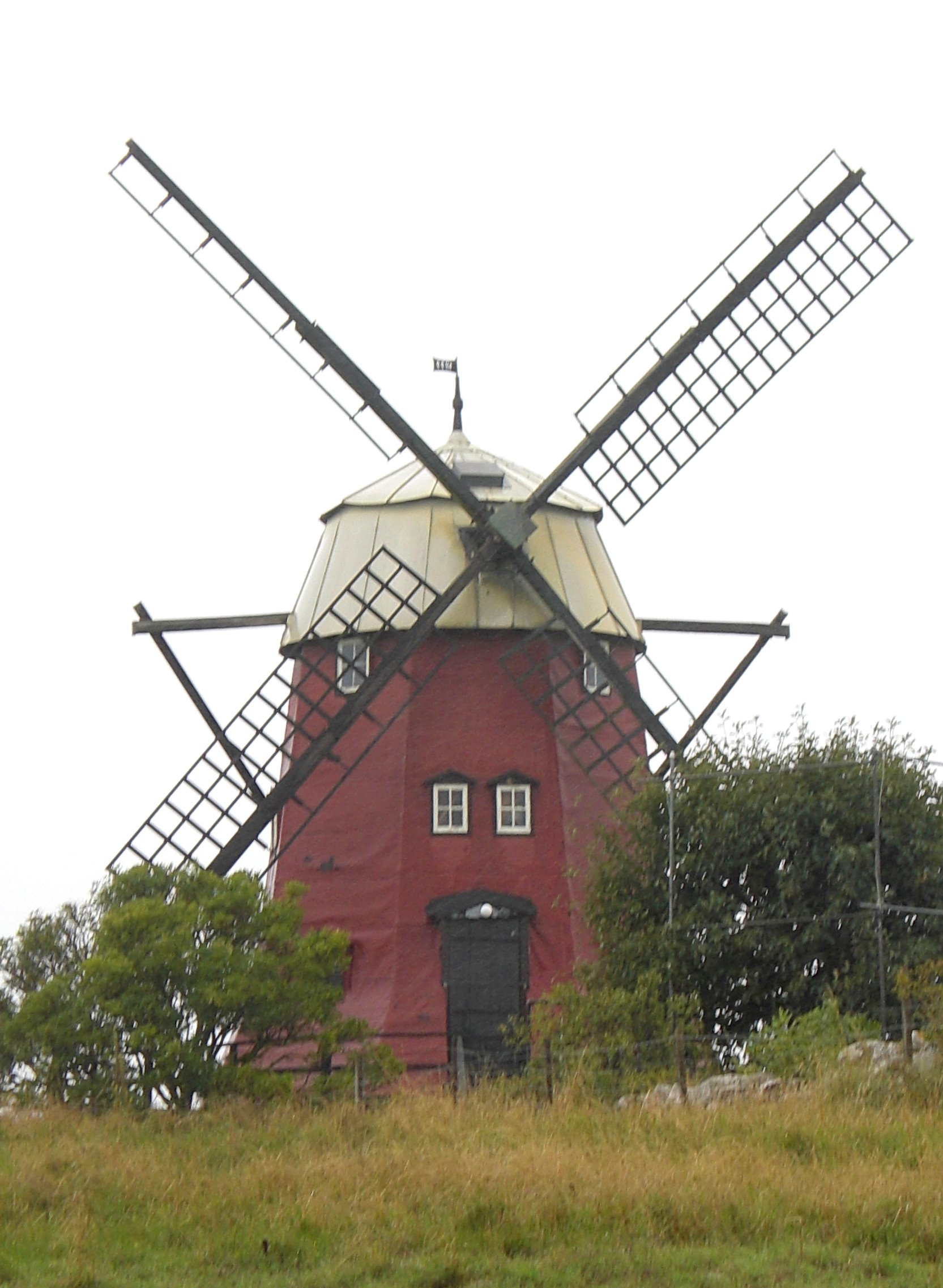
Mühle von Strandtorp – Blick aus östlicher Richtung

Die Mühle von Strandtorp ist eine Windmühle im Dorf Strandtorp auf der schwedischen Ostseeinsel Öland.
Die Mühle ist durch ihre Lage an der Landstraße 136, die entlang der Westküste Ölands und der östlich der Mühle beginnenden kargen Alvarlandschaft führt, weithin sichtbar und somit das Wahrzeichen Strandtorps. Sie unterscheidet sich von den für Öland typischen Mühlen durch ihre andersartige Bauweise. Die Mühle von Strandtorp wurde als Holländerwindmühle gebaut, während die überwiegende Zahl der öländischen Mühlen Bockwindmühlen sind. Bei dieser Bauart dreht sich nur der obere Teil der Mühle, an dem die Mühlenflügel befestigt sind, in den Wind, während das Mühlengebäude feststeht.
Ursprünglich stand die Mühle im weiter nördlich gelegenen Borgholm. Um 1900 wurde sie dort abgebaut und in Strandtorp wieder errichtet. Heute wird die Mühle in der Saison als Café genutzt.
Südlich der Mühle befindet sich das prähistorische Gräberfeld von Strandtorp.
Koordinaten: 56° 49′ 57,6″ N, 16° 36′ 55,6″ O